# Nokia 1600
De Nokia 1600 is een gsm van Nokia uit de 1-serie, wat inhoudt dat de telefoon alleen beschikt over de meest basale functies. Voorbeelden van deze functies zijn een wekker, calculator en een klok.
De telefoon bevat ook een sprekende klok, wat niet vaak voorkomt bij een mobiele telefoon, zeker niet bij een telefoon uit de Nokia 1-serie.
De mobiele telefoon is uitgerust met een kleurenscherm, een batterij die een maximale stand-bytijd heeft van 450 uur en verwisselbare Xpress-on-covers.